# Сиразетдинов, Тимур Галлиевич
Запрос «Сиразетдинов» перенаправляется сюда; о химике см. Серазетдинов, Дуглас Зияевич; о филологе см. Сиразитдинов, Зиннур Амирович; о легкоатлете см. Серазтдинов, Денис Яруллович.
Тиму́р Галли́евич Сиразетди́нов (20 января 1969, Ленинград, РСФСР, СССР — 10 марта 2000, село Комсомольское, Урус-Мартановский район, Чечня, Россия) — участник контртеррористической операции на Северном Кавказе, капитан внутренней службы ГУИН Министерства юстиции России, Герой Российской Федерации (2000).

## Биография
Родился 20 января 1969 года в Ленинграде в татарской семье. Родители — Галли Сагадинович и Галина Якубовна Сиразетдиновы. В 1986 году окончил 10 классов средней школы № 534 в Выборгском районе Ленинграда и поступил в Ленинградское высшее военное училище железнодорожных войск и военных сообщений им. М. В. Фрунзе.
В 1990 году Тимур уволился из Вооружённых Сил и около года проработал инженером в ассоциации малых предприятий Ленинграда. В октябре 1993 года, решив вернуться на военную службу, поступил в отдел специального назначения Главного управления исполнения наказаний Минюста России по г. Санкт-Петербургу и Ленинградской области. Заочно окончил Академию МВД, поступил в адъюнктуру при ней.
В составе отряда специального назначения, получившего в 1995 году название «Тайфун», был шесть раз командирован в Чечню и Дагестан, где принимал участие в боевых действиях, получил ранение. В августе — сентябре 1999 года освобождал от боевиков дагестанские села. Его мужество и отвага были отмечены двумя орденами Мужества и медалью ордена «За заслуги перед Отечеством» II степени.

## Бой за Комсомольское
В марте 2000 года подразделения спецназа блокировали село Комсомольское (Гой-Чу), где заняли оборону полторы тысячи боевиков под командованием Руслана Гелаева. 10 марта 2000 года Тимур Сиразетдинов, прикрывая в бою командира, получил из пулемёта тяжёлое огнестрельное ранение в область бедра и, не приходя в сознание, через несколько часов скончался от обширной кровопотери.
Похоронен на Серафимовском кладбище (Дубовый участок).

## Награды
- Орден Мужества (25 января 1996 года)
- Медаль ордена «За заслуги перед Отечеством» II степени с мечами (18 ноября 1996 года)
- Орден Мужества (20 декабря 1999 года)
- Указом Президента Российской Федерации В. В. Путина от 29 августа 2000 года № 1597 за мужество и героизм, проявленные при выполнении воинского долга, капитану внутренней службы Сиразетдинову Тимуру Галлиевичу присвоено звание Героя Российской Федерации (посмертно).

## Память

Могила Тимура Сиразетдинова на Серафимовском кладбище Санкт-Петербурга.

https://www.youtube.com/watch?v=NCRLfj05O04&t=3s Отрывок из книги "Твои Герои. Санкт-Петербург / Ленинградская область" (Санкт-Петербург, 2020). Автор книги - Раян Фарукшин, текст читает заслуженный артист России Евгений Дятлов. Посвящено Т.Г. Сиразетдинову.
На аллее Героев Военного института железнодорожных войск и военных сообщений, находящегося в Петергофе, установлен бюст Т. Г. Сиразетдинова.
Постановлением Правительства Санкт-Петербурга от 25 февраля 2005 года № 191
петербургской школе № 534 Выборгского района (Светлановский пр., д. 31) в 2005 году присвоено имя Тимура Сиразетдинова. В школьном музее имеется экспозиция, посвящённая выпускнику. На здании школы, где учился Тимур, установлена мемориальная доска.